# Koli (logistyka)
Koli (ang. colio) – jednostka stosowana w handlu, mająca na celu określenie jednej sztuki opakowania.